# Шведская гвардия

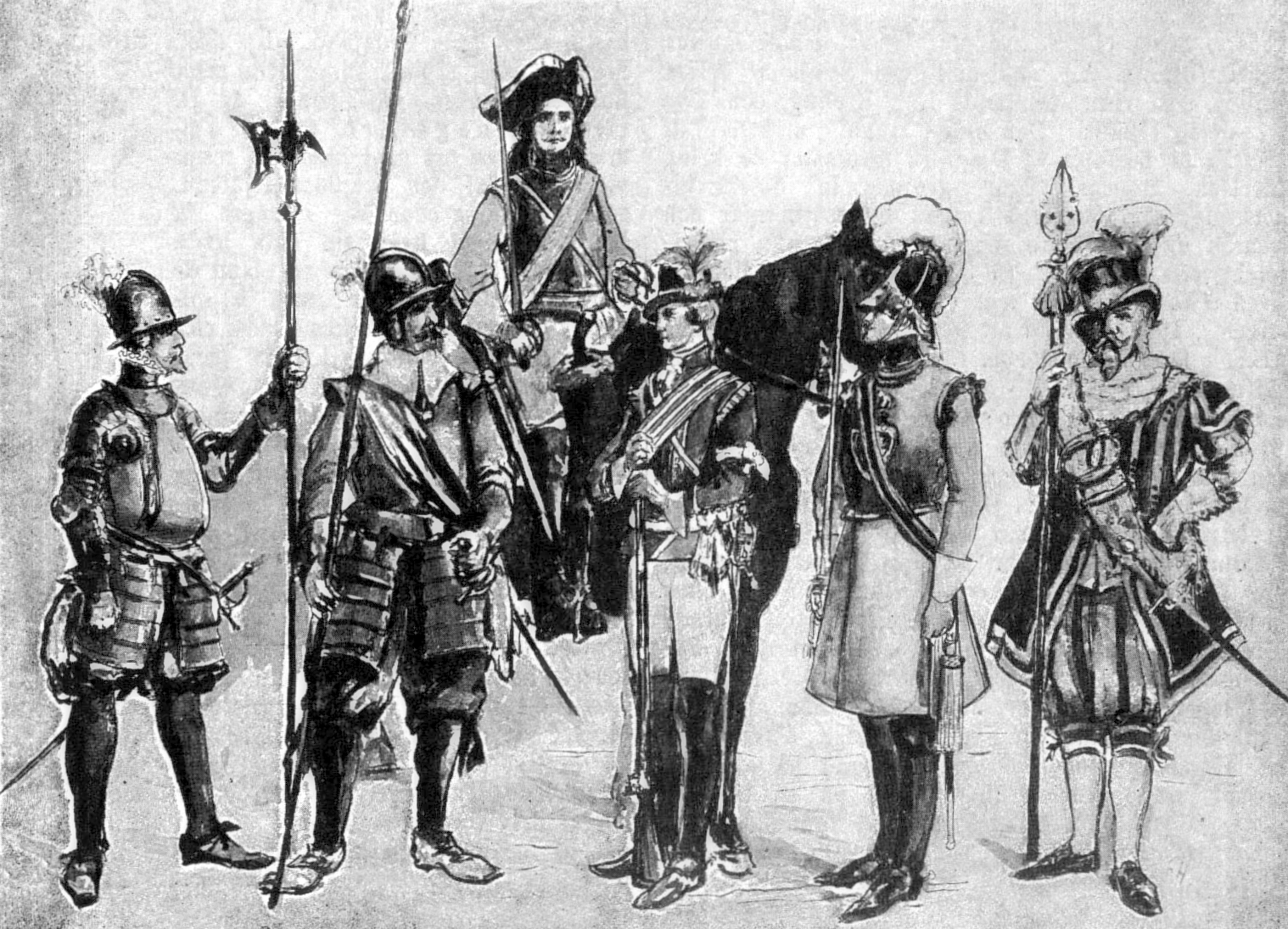
Шведские драбанты XVI—XIX веков

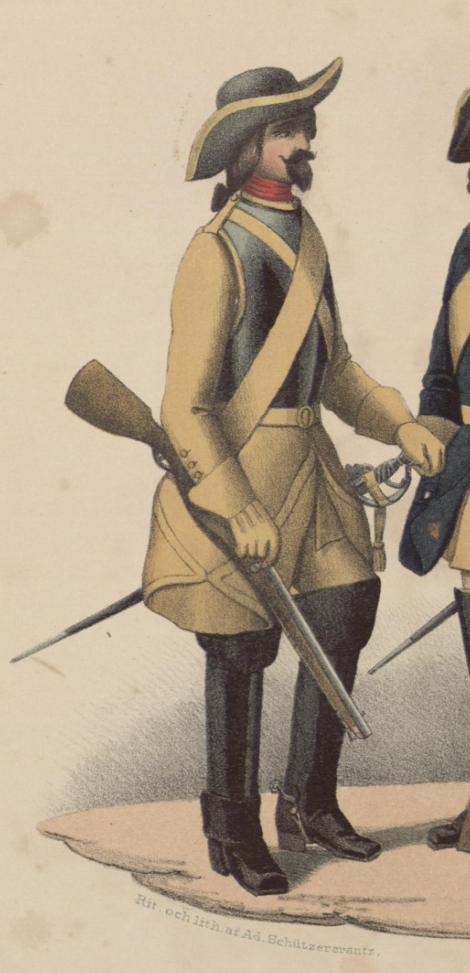
Солдат Конного лейб-регемента конца XVII века

Шведская гвардия — элитные войска шведской армии.

## История
Своим появлением шведская гвардия обязана королю Густаву I (1523—1560). В 1523 году он создал корпус личных телохранителей короля — драбантов. Численность корпуса драбантов определялась в 64 человека. При Карле IX (1604—1609) корпус драбантов были развернуты в эскадрон численностью в 200 человек. В 1708 году их число было сокращено до 150 человек. До 1618 года корпус драбантов комплектовался лишь из дворян.
Второй по старшинству гвардейской частью был Лейб-гвардии пеший полк(Livgarde till fot), также ведущий свою историю с 1523 года. В отличие от полков индельты, он был постоянно существующим полком, который вербовался из добровольцев во всех лёнах Швеции. 
Третьей по старшинству гвардейской частью был Конный лейб-регемент (Livregementet till hast), сформированный в 1667 году. Он относился к полкам индельты и набирался из лёнов Вестманланд, Уппланд, Сёдерманланд и Нерке-Вермланд.
В 1700 году был сформирован Лейб-драгунский полк (Livdragonregementet), набранный во всех лёнах Швеции на тех же условиях, что и Лейб-гвардии пеший полк.
Вся шведская гвардия участвовала в 1707-1709 годах в походе Карла XII в Россию и понесла во время него большие потери. Особенно пострадала гвардейская пехота и Лейб-драгунский полк. 
В настоящее время в Швеции существует один гвардейский полк — Лейб-гвардия (бывший Лейб-гвардии пеший полк).